# عمالة الأطفال في إنتاج الكاكاو

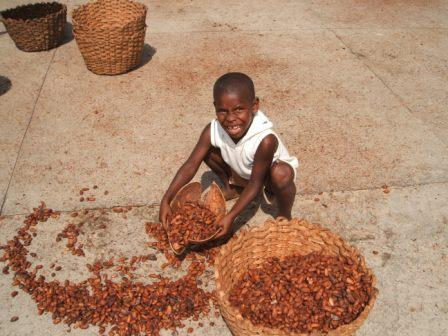
طفل يجمع الكاكاو بعد جفاف حباته

 أصبح استغلال الأطفال في عملية إنتاج الكاكاو مثيراً للجدل على نطاق واسع، ولا ينحصر ذلك على الأعمال المتعلقة بعمالة الأطفال واستغلالهم كثيرًا وإنما يمتد أيضاً حتى عام 2015، فقد كان هناك نحو 1900 طفل يعملون في ساحل العاج والتي تعتبر أكبر المناطق المنتجة للكاكاو ، فهم ضحايا للعبودية والتجارة بأرواحهم . وتنتشر هذه الظاهرة في غرب قارة أفريقيا التي تقدم 69% من إجمالي الكاكاو في العالم، وخاصة في ساحل العاج التي تنتج 35% من الكاكاو في العالم. ويوجد في أفريقيا وتحديداً في جنوب الصحراء الكبرى ما يقارب 30% من الأطفال دون سن الخامسة عشر يعمل معظمهم في الزراعة عمومًا من ضمنها زراعة الكاكاو. وتشير التقديرات إلى أن أكثر من 1.8 مليون نسمة من الأطفال في غرب أفريقيا يشاركون في زراعة الكاكاو. ويشتري منتجو الشوكولاتة الرئيسيون مثل نستلة الكاكاو في عمليات تبادل السلع حيث يخلط الكاكاو الإيفواري مع أنواع أخرى من الكاكاو. وفي عام 2013 -2014، وجد أن ما يقارب 1.4 مليون نسمة من الأطفال الذين تتراوح أعمارهم ما بين سن الخامسة والحادية عشر سنة يعملون في مناطق زراعة الكاكاو، ونحو 800,000 من الأطفال يمارسون أعمال خطرة، بما في ذلك استخدام الأدوات الزراعية الحادة والمواد الكيميائية والتدخين في سن مبكر وحمل الأشياء الثقيلة.

## تعريف عمالة الأطفال
عرفت منظمة العمالة الدولية ان عمالة الأطفال بالعمل الخطير عقلياً وجسدياً واجتماعياً وأخلاقياً والمؤذي للأطفال والذي يتعارض مع تعليمهم ويحرمهم من فرصة الذهاب إلى المدرسة، وذلك من خلال إلزامهم بترك المدرسة قبل إكمال تعليمهم، أو من خلال الطلب إليهم الجمع ما بين الذهاب للمدرسة والقيام بالأعمال الطويلة والشاقة بشكل مبالغ فيه. لا يدخل كل عمل يقوم به الطفل في عمالة الأطفال، فهنالك أعمال لا تؤثر على صحة الأطفال وتطورهم ودراستهم وإنما لها فائدة، فهي تسمح للأطفال بتطوير مهاراتهم، واكتساب الخبرة، والاستعداد للوظائف المستقبلية، وهي بالتالي لا تدخل ضمن عمالة الأطفال.
وتعد أسوأ أشكال عمالة الأطفال المتعلقة بإنتاج الكاكاو هي استخدام الأطفال كما لو أنهم عبيد والاتجار بهم وإجبارهم على القيام بأعمال خطرة، والتي تشمل استخدام الآلات والأدوات الخطرة ونقل الأحمال الثقيلة، أو العمل لساعات طويلة.

## إحصائيات الإنتاج والاستهلاك

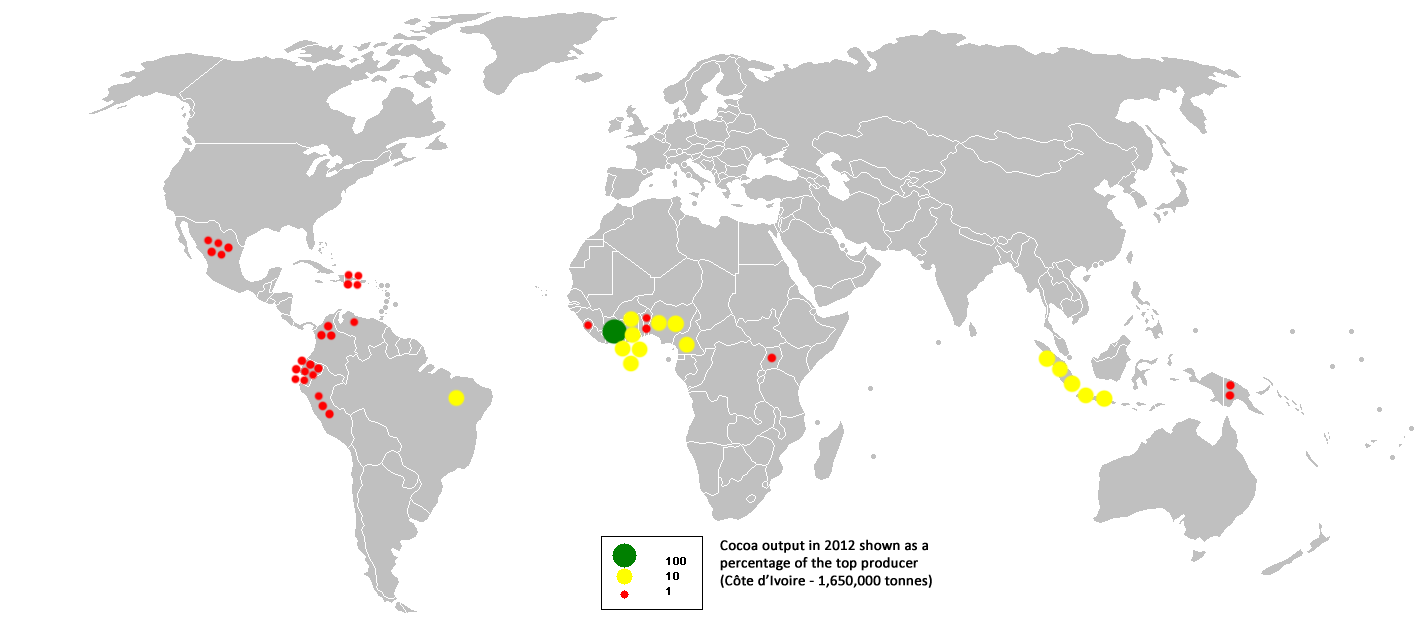
محصول الكاكاو لعام 2012

في غانا بدأت صناعة الكاكاو في أواخر القرن التاسع عشر أما في ساحل العاج فقد  بدأت في أوائل القرن العشرين. وفي عام 1910 أصبحت غانا أكبر بلد ينتج الكاكاو في العالم. وبحلول عام 1980 أصبحت ساحل العاج أكبر دولة منتجة للكاكاو متجاوزة غانا. وفي كلا البلدين فإن غالبية المزارع صغيرة وتمتلكها عائلة، والكثير من أفراد الأسرة هم من المتوقع أن يعملوا في هذه المزارع بمن فيهم الأطفال.
في عام المتنامي 2008-2009 (الذي يمتد من أكتوبر حتى سبتمبر), 3.54 تم إنتاج مليون طن من حبوب الكاكاو. Aأنتجت الدول الأفريقية 2.45 مليون طن (69٪)، وآسيا وأوقيانوسيا 0.61 مليون طن (17٪) والأمريكتين 0.48 مليون طن (14٪). تنتج دولتان أفريقيتان، كوت ديفوار وغانا، أكثر من نصف الكاكاو في العالم، بواقع 1.23 و0.73 مليون طن على التوالي (35٪ و21٪ على التوالي).
وهناك مقاييس مختلفة لاستهلاك الشكولاتة؛ فهولندا لديها أعلى كمية نقدية من واردات حبوب الكاكاو (2,1 مليار دولار أمريكي)، كما أنها واحدة من الموانئ الرئيسية في أوروبا. أما الولايات المتحدة فلديها أكبر كمية من واردات مسحوق الكاكاو (220 مليون دولار) ولديها أيضا كمية كبيرة من المنتجات التكميلية للكاكاو.

## عمالة الأطفال في حصاد ومعالجة شجرة الكاكاو

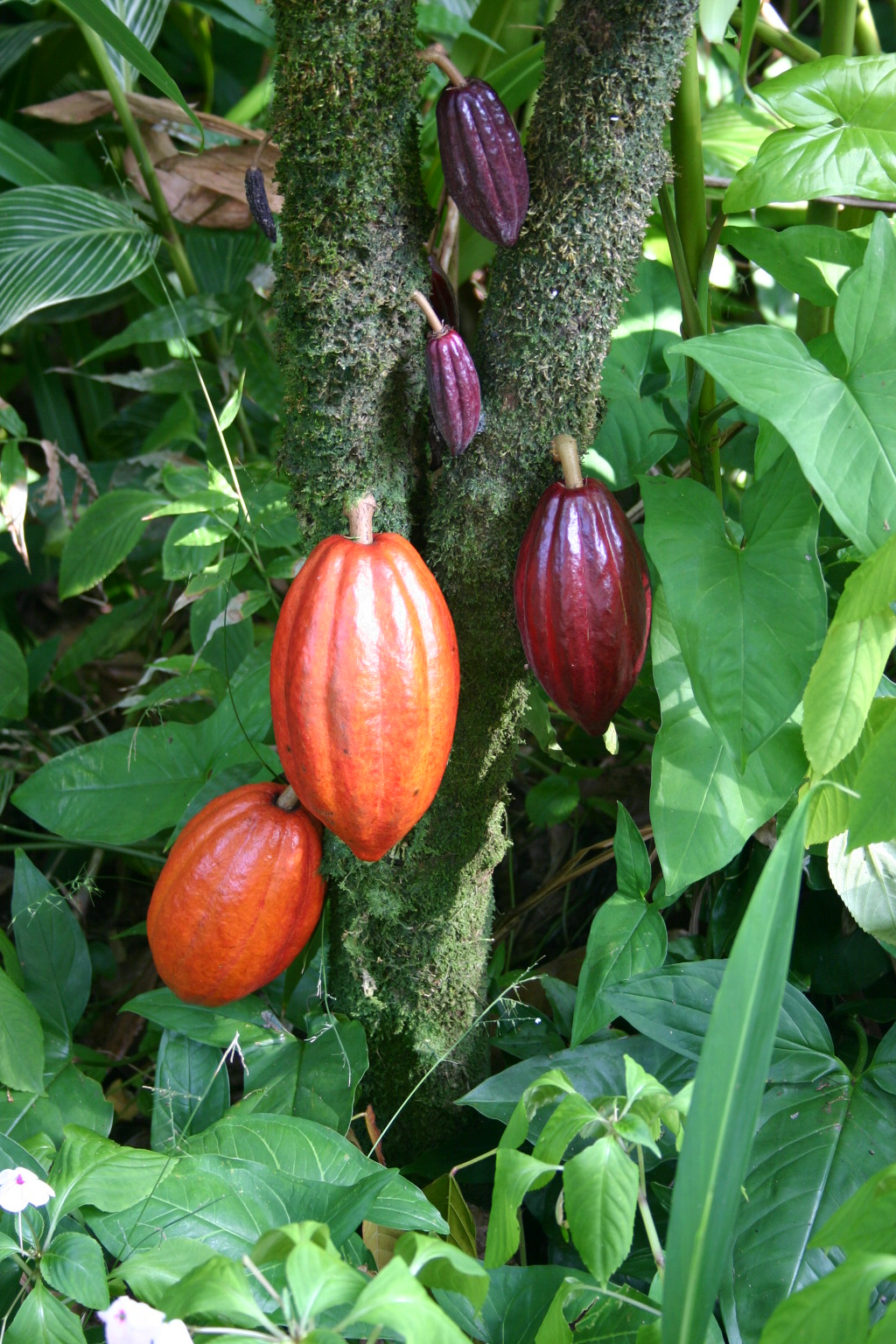
بسل الكاكاو في مراحل مختلفة من النضج

تُعالَج شجرة الكاكاو بالمبيدات الحشرية وذلك بسبب الطبيعة الحساسة لشجرة الكاكاو، ولا ينحصر حصادها بفترة واحدة في العام بل يحدث ذلك خلال فترة قد تصل إلى عدة أشهر. كما يجري حصاد حبات البسلة في أوقات متعددة خلال موسم الحصاد وذلك لأن جميعها لا تنضج في آن واحد. حيث أن لون قشرة البسلة هو ما يحدد نضجها من عدمه، وتحصد البسل الناضجة من جذوع وغصون شجرة الكاكاو بمنجل مقوس تفتح البسل ويتم التخلص من الحبوب الرطبة حتى يمكن تخميرها وتجفيفها.
ووفقاً لمنظمة العمل الدولية، تعتبر ممارسة الأطفال لهذه المهام أمراً خطيراً ومن هذه المهام خلط واستعمال المبيدات الكيميائية نظراً إلى ما تحتويه على مواد ضارة، خاصة أن الأطفال لا يرتدون ملابس واقية أثناء العمل. وقد تشكل عملية تنقية النباتات وقطف البسل خطراً عند استخدام المنجل الذي يمكن أن يتسبب بجروح. وتعتبر هذه المهارة جزءاً من النمو الطبيعي لدى الأطفال الذين تتراوح أعمارهم بين سن 15 و17 عاما، إلا إنها تمثل خطراً أكبر على الأطفال الأصغر سناً حيث أصيب الكثير منهم بجروح في سيقانهم. ويمكن أن يكون نقل الحبوب الرطبة خطراً نظراً إلى مسافات النقل الطويلة والأحمال الثقيلة والتي تؤدي إلى الإصابة بالفتق وإصابات جسدية أخرى. وقد أوضح مدير مؤسسة حماية الأطفال قائلا «يتحمل الأطفال صغار السن حمولة 16 كيلوجراماً (13 رطلاً) من أكياس الكاكاو وبسبب هذا الوزن الثقيل تتأذى أكتافهم».
وفي عام 2002 أجرى معهد الزراعة الاستوائي الدولي تحقيقاً بشأن انتشار عمالة الأطفال في صناعة الكاكاو. ووجد بأن 284,000 طفلا في شمال أفريقيا يقومون بأعمال خطيرة؛ منهم 153,000 طفلا يستعملون المبيدات بدون معدات واقية، وآخرون يقطفون البسل ويفتحونها للحصول على الحبوب، فالأطفال الأصغر من سن 14 يشكلون 64% , و40% منهم فتيات. وغالبا ما يبدأ الأطفال بالعمل في الساعة السادسة صباحا لمدة 12 ساعة يوميا ويتعرضون للضرب باستمرار.

## تعليم الأطفال العاملين في إنتاج الكاكاو
وجدت الدراسة التي أجرتها مبادرة الكاكاو الدولية عام 2019 أن هناك علاقه قوية بين جودة التعليم العالي وانخفاض انتشار عمالة الأطفال. وكما وجدت المبادرة أن معدل انتشار عمالة الأطفال في المجتمعات ذات الجودة العالية في التعليم بلغ 10% أو اقل بنسبة 66% في المجتمعات الأدنى في التعليم. وغالباً ما يبدأ الأطفال بالعمل في الساعة السادسة صباحا لمدة 12 ساعة يومياً ويتعرضون للضرب المستمر بانتظام، كما أن 12 ساعة من العمل المتواصل تجعل الذهاب للمدرسة أمراً صعباً. و في ساحل العاج 34% من الأطفال الذين يعملون في مزارع الكاكاو يذهبون للمدرسة مقارنة ب 64% من الأطفال الذين لا يعملون في المزارع. و 33% فقط من الأطفال المهاجرين الذين يعملون في مزارع الكاكاو يذهبون للمدرسة بينما 71% من الأطفال المحليين يذهبون للمدرسة.

## ظروف عمل الكاكاو
يُعتبر الدخل العائد من صناعة الكاكاو لمزارع الكاكاو الصغيرة غير ثابت ويرجع سبب ذلك إلى تدني سعر الكاكاو في السوق وانخفاض في السعر المدفوع ويحصل مزارعو الكاكاو الذين ينتجون المنتجات الخام على أقل نصيب في السلسلة. وللحفاظ على تدني كلفة الكاكاو، يبحث مزارعو الكاكاو عن العمال ذي الأجور المتدنية لتحقيق الأرباح. وفي أفريقيا، يحصل عمال الكاكاو على أقل من دولارين يومياً مما يجعلهم تحت خط الفقر. أما العمال الأطفال الذين تتراوح أعمارهم ما بين سن 12و 15 عاماً فإنهم يعملون في صناعة الكاكاو تماماً كما يعمل العمال البالغون، ولكن بأجور أقل.  وكشفت الدراسة التي أجرتها وزارة العمل في الولايات المتحدة عام 2005 بأن 92% من الأطفال بين عمر ال 5 و 15 عاماً يشاركون في حمل الأوزان الثقيلة في مصانع الكاكاو والذي من شأنه أن يتسبب لهم بجروح عميقة. يواجه الأطفال حقائق الفقر في المناطق الريفية من (ندرة الأراضي وانعدام توفر الغذاء اللازم والبنية التحتية التعليمية وصعوبة الحصول على مياه الشرب وسوء الرعاية الصحية، وما إلى ذلك) وغالباً مايكون عمل الأطفال المنتظم في مزارع الكاكاو طريقة طبيعية للحياة لمزارعي الكاكاو الذين يرغبون في تدريب أطفالهم لأسباب متنوعة وفي نفس الوقت استخدامهم لتقليل تكاليف العمالة في مزرعة العائلة. ويواجه الأطفال العمال معاملة بدنية قاسية بما فيها منعهم من الوجبات والضرب وذلك عندما لا يؤدون العمل المتوقع منهم أو عند محاولتهم الهروب من العمل.

## الإتجار والعبودية بالأطفال
أفادت اليونيسف في عام 1998 أن المزارعين في ساحل العاج يستخدمون الأطفال المستعبدين - العديد منهم من البلدان المجاورة. في عام 2000 أنتجت هيئة الإذاعة البريطانية فيلما وثائقيا تضمن صورا للأطفال العبيد في إعلان تجاري لمزارع الكاكاو في ساحل العاج. في عام 2001، قدرت وزارة الخارجية الأمريكية وجود ما يقارب 15000 طفل في مزارع الكاكاو والقطن والبن في ساحل العاج، واعترف اتحاد مصنع الشوكولاتة باستخدام الأطفال العبيد في حصاد الكاكاو.
عمل المهاجرون الماليون طويلاً في مزارع الكاكاو في ساحل العاج، لكن بحلول عام 2000 تراجعت أسعار الكاكاو إلى أدنى مستوى لها منذ 10 سنوات، وتوقف بعض المزارعين عن دفع أجور عمالهم. قام المجلس المالي بإنقاذ الأطفال الذين لم يدفع لهم لمدة خمس سنوات وكانوا يتعرضون للضرب إن حاولوا الهرب. يعتقد المسؤولون الماليون  بأن 15000 من الأطفال بعمر ال 11 سنة كانوا يعملون في (ساحل العاج) عام 2001 م. هؤلاء الأطفال في الغالب من الأسر أو من الأحياء الفقيرة وقد بيعوا مقابل «بضعة دولارات» للعمل في بلدان أخرى. كانوا يخبرون الوالدين بأنهم سيعملون ويرسلون لهم النقود، ولكن بعد أن يغادر الأطفال منازلهم يعملون غالباً في أوضاع توصف بالعبودية. وفي حالات أخرى، الأطفال يقومون بالتسول عند محطات الباصات للحصول على الطعام  وكانوا يباعون كالعبيد.
في عام 2002 م تم تهريب  12000 طفل في ساحل العاج  الذين ليس لهم أقارب أو أهل، على الأرجح عبر ا لدول المجاورة كمالي وبوركينا فاسو وتوغو. وتباعاً لإحصائيات عام 2009م (دراسة)
إن أغلبية الكادحين من الأطفال العاملين في مزارع الكاكاو قد عانوا من التهجير غير القانوني 75% من بوركينا فاسو و36% من مالي. i). أغلب هؤلاء الذين تم تهجيرهم لم يتفاعلوا مع الشرطة، وأن فقط 0,5% كان لهم اتصال بالمعاهد التي توفر الخدمات الاجتماعية s. دول غرب أفريقيا (الكاميرون، ساحل العاج، غاناa و ماليi) على لائحة مكتب التحقيقات للولايات المتحدة الأمريكية لعام 2009 م للهجرة الغير قانونية وبمقتضى قانون تهجير الأطفال وعمالتهم في صناعة الكاكاو وإنتاجه.
كما أن بوركينا فاسوo توغوo ضمن لائحة التحقيقات لعمالة الأطفال وتهجيرهم من أجل إنتاج وصناعة الكاكاو.
إن المسؤولية بشأن الإستعباد في صناعة وإنتاج الكاكاو وتنتقل من جماعة إلى أخرى.
أولئك الذين يقومون ببيع الأطفال إلى المزارعين يزعمون بأن ليس هناك عبودية.وقد اتهمت حكومة ساحل العاج الأجانب بالإتجار بالعبيد. وقد إتهمت الشركات العالمية لصناعة الشوكلاتة بخفض أسعار الكاكاو وأن المزارعين فقراء وقد زعمت بأن الأسعار المنخفضة أجبرت المزارعين باللجوء للعبودية.. وقد قال رئيس الوزراء العاجي باسكال افين غوثان أن الأسعار يجب أن ترتفع عشرة أضعاف لضمان جودة حياة المزارعين وعائلاتهم. المزارعين الذين اشتروا العبيد قاموا بلوم العالم أجمع على قيمة الكاكاو، وقد زعم موردو الكاكاو بأنهم لا يستطيعون التحكم بما يحدث في المزارع. وصرحت شركات الشكولاتة بأن الموردون كانوا بحاجة إلى توفير الكاكاو الذي يتم إنتاجه من قبل العبيد.وأن المستهلكين لم يكونوا على دراية بأن الشوكولاتة كان يتم إنتاجها بالإستعباد.
في عام 2001 م بفضل ضغوطات مجلس الشيوخ الأمريكي والمقاطعة البريطانية s, لمصانع الشوكولاتة ووعوداً بتقليل عمالة الأطفال. وفي عام 2012 م وعدت (فريرو ومارس) أنهم سينهون العبودية بحلول عام 2020 م.
في ديسمبر 2014 م أصدر مكتب العمالة في الولايات المتحدة الأمريكية تقرير بشأن شروط العمالة حول العالم. d وفي القائمة ذُكرت 6 دول من 74 دولة حيث يتم إستغلال الأطفال دون السن القانوني في صناعة الكاكاو ومجبورين على العمل.
تم الإبلاغ عن حالات لعمالة الأطفال في أربع من الدول التي على القائمة بالأسماء (الكاميرون، غانا، غينيا، سييراليون).والبقية (كوت دلفوير ونيجيريا) قد تم ضمهما لكلاً من عمالة الأطفال والعمل بالإجبار.

## بروتوكول هاركن-إينغيل
قام ممثل الولايات المتحدة الأمريكية إليوت إينغيل بتقديم تعديل تشريعي من أجل تمويل ملصق على منتجات الشوكولاتة التي تباع في الولايات المتحدة الأمريكية باسم «لا لعبودية الأطفال» بهدف مكافحة عبودية الأطفال في إنتاج الكاكاو. وقد اقترح السيناتور توم هاركن إضافة ملصق إلى مشروع قانون الزراعة لتصنيف الشوكولاتة التي تنتج الكاكاو بدون عبودية". و لقد صودق هذا القرار في مجلس النواب ب تصويت 291مقابل 115 , ولكن قبل تصويت مجلس الشيوخ على القرار، قام صانعوا الشوكولاتة برشو العضوين السابقين في الكونغرس: جورج ميتشيل وبوب دول، للضغط ضد هذا القرار، وأن لا يتم التصويت عليه. وبدلاً عن ذلك، توصل منتجي الشوكولاتة إلى اتفاق مع الكونغرس لإنشاء بروتوكول هاركن-إينيغيلl وذلك من أجل أن يتم مكافحة عبودية الأطفال في المصانع بحلول عام 2005، وقد إلتزمت مجموعات المصنع على اتفاق ذو طابع تطوعي لتطوير وتنفيذ معايير التنفيذ التطوعي للتأكيد على أن تنتج الكاكاو بدون الممارسات الخطيرة لعمالة الأطفال". وقد وقع رؤساء الشركات الرئيسية للشوكولاتة، وأعضاء الكونغرس، وسفير ساحل العاج وآخرون لهم صلة بعمالة الأطفال على القرار.
يقوم صانعي الشوكولاتة بإنشاء برامج توعية على أفريقيا الغريبة لتوعيتهم بنتائج عمالة الأطفال وعدم تدريسهم، وتهريبهم. إن الحافز الرئيسي للشركات المشاركة تطوعيا يعد إضافةً للائحة التحرر من العبودية. لم يتم التنفيذ بانتهاء الوقت المحدد ل2005, ومن ثم اتفقت جميع الأطراف على تمديد البروتوكول لمدة ثلاث سنوات. لإعطاء مصانع الكاكاو من أجل تنفيذ البروتوكول وإيجاد نظام شهادة لمعالجة اسوأ الممارسات لعمالة الأطفال بنصف مناطق ساحل العاج وغانا. وبحلول 2008 قام المصنع بجمع البيانات في أكثر من نصف المناطق، كما ة طلب منه ولكنهم لم يمتلكوا تحقيق مستقل. و في يونيو 2008 تم تمديد البروتوكول حتى نهاية 2008. وفي هذا الوقت، تم طلب من المصنع أن يمتلك شهادات كاملة مع تحقيق مستقل.
صادق الاتحاد الأوربي قرار في 2012 من أجل أن ينفذ بروتوكول هاركن- إينغيل بشكلٍ كامل ويتم محاربة عمالة الأطفال في إنتاج الكاكاو. وقد إنتقدت حقوق العمالة العالمية هذا القرار لعدم امتلاكه أي إجراءات قانونية وصرح رئيسان من صانعي الشوكولاتة بأنهم على صدد حل المشكلة.

## عمالة الأطفال، تحديث 2015-2018
خَلُصت دراسة لهذه القضية، نُشرت في مجلة Fortune بالولايات المتحدة في مارس 2016، إلى أن حوالي 2.1 مليون طفل في غرب إفريقيا «ما زالوا يقومون بعمل خطير وفرض ضرائب جسدية لحصاد الكاكاو». اقترح التقرير أنها ستكون معركة شاقة لتحسين الوضع:
وفقًا لإصدار 2015 من مقياس الكاكاو، فإن تقريرًا كل سنتين يدرس اقتصاديات الكاكاو التي ينشرها اتحاد من المنظمات غير الربحية، كان متوسط دخل الفلاح في غانا في موسم النمو 2013-2014 يبلغ 84 ¢ فقط في اليوم، والمزارعون في ساحل العاج مجرد 50 ¢. وهذا يجعلهم أقل بكثير من المستوى القياسي الجديد للبنك الدولي البالغ 1.90 دولارًا للفقر المدقع، حتى لو كنت تعمل في ظل زيادة أسعار الكاكاو بنسبة 13٪ العام الماضي.
قالت سونا إباي، الأمينة العامة السابقة لتحالف الدول المنتجة للكاكاو، إن القضاء على عِمالة الأطفال كان مهمة هائلة وأن التزام شركات الشوكولاتة الجديد بتوسيع الاستثمارات في مجتمعات الكاكاو ليس كافياً. سيناريو أفضل الحالات، نحن نقوم فقط بنسبة 10٪ من الاحتياجات. الحصول على 90٪ الأخرى لن يكون سهلاً. أعتقد أن عمالة الأطفال لا يمكن أن تكون مسؤولية الصناعة وحدها لحلها. أعتقد أن المثل العملي هو دعوة الجميع ليشمروا عن سواعدهم: الحكومة، المجتمع المدني، والقطاع الخاص. ومن هذا المنطلق، أنتم بحاجة حقًا إلى القيادة."
في عام 2018، لاحظ برنامج تجريبي مدته 3 سنوات - أجرته شركة نستله مع 26000 مزارع معظمهم في كوت ديفوار - انخفاضًا بنسبة 51٪ في عدد الأطفال الذين يقومون بأعمال خطرة في زراعة الكاكاو. شكلت وزارة العمل الأمريكية مجموعة تنسيق كاكاو عمل الأطفال كشراكة بين القطاعين العام والخاص مع حكومتي غانا وكوت ديفوار لمعالجة ممارسات عِمالة الأطفال في صناعة الكاكاو. أسست المبادرة الدولية للكاكاو التي تضم كُبرى شركات تصنيع الكاكاو نظام مراقبة ومعالجة عِمالة الأطفال الذي يهدف إلى مراقبة آلاف المزارع في غانا وكوت ديفوار بحثًا عن ظروف عمل الأطفال. على الرغم من هذه الجهود، فإن أهداف الحد من عمالة الأطفال في غرب إفريقيا بنسبة 70٪ قبل عام 2020 محبطة بسبب استمرار الفقر، غياب المدارس، وتوسيع أراضي الكاكاو الزراعية، وزيادة الطلب على الكاكاو.
في أبريل 2018، قال تقرير مقياس الكاكاو 2018 حول الصناعة البالغة 100 مليار دولار، هذا عن حالة عمل الأطفال: «ليست هناك شركة أو حكومة واحدة على مقربة من الوصول إلى الهدف القطاعي المتمثل في القضاء على عمل الأطفال، ولا حتى اقتربت من الالتزام بخفض 70٪ من عِمالة الأطفال بحلول عام 2020». ذكر تقرير صدر في وقت لاحق من ذلك العام عن الاقتصاد الغذائي الجديد أن أنظمة مراقبة عمل الأطفال ومعالجتها التي تنفذها المبادرة الدولية للكاكاو وشركاؤها كانت مفيدة، لكنها «تصل حاليًا إلى أقل من 20 في المائة من أكثر من مليوني طفل تأثروا».
الدعاوى الجماعية في الولايات المتحدة ضد الشركات العاملة في صناعة الكاكاو لم تحقق الكثير من النجاح. في عام 2015، زعمت دعاوى قضائية ضد مارس ونستله وهيرشي أن عبوات منتجاتها فشلت في الكشف عن أن الإنتاج قد يشمل عِمالة الأطفال. تم رفضهم جميعًا في عام 2016، على الرغم من أن المدعين تقدموا باستئناف.
ينص موقع نستله، كما ورد في مجلة Mother Jones، على ما يلي:    
قالت الشركة إنها أنفقت 5.5 مليون دولار على هذه المشكلة في عام 2016. ومن الملاحظ أيضًا أن نستله قد نشرت تقريرًا في عام 2017 عن عِمالة الأطفال في سلسلة توريد الكاكاو، يقوم بمعالجة عِمالة الأطفال، مع تفاصيل إضافية فيما يتعلق «بنهجهم لمعالجة هذا التحدي الكبير، المُعقد والحساس».
أدلى ويليام بيرتراند، الأستاذ بجامعة تولين، وهو مؤلف مشارك في تقرير عام 2015، بهذا التعليق في أكتوبر 2018 لصحفي يعمل مع  Mother Jones: «لا نعتقد أن الظروف قد تغيرت كثيرًا من حيث عدد الأطفال العاملين». وخَلُص المنشور إلى، «أنه على الرغم من بعض التغييرات الإيجابية، مثل زيادة كمية الشوكولاتة الجاهزة التي يتم بيعها في ساحل العاج وغانا – مع الحفاظ على المزيد من الأرباح في الاقتصاد المحلي – وإدخال التعليم الابتدائي المجاني في ساحل العاج، إلا أن التغيير الواسع لا يزال بعيد المنال».

## دراسات وتقارير
في عام 2011، فاز التقرير «مذاق العبودية، كيف بإمكان الشوكولاتة أن تؤثر عليك سلباً» جائزة جورج بولك، وفيه تم عرض الادعاءات التي وعد المهربون بتأمين العمل والمسكن والتعليم للأطفال الذين تعرضوا للعمالة ومروا بانتهاك كبير والتي أجبر فيها بعض الأطفال على العمل في المزارع لمدة تصل ل 100 ساعة في الأسبوع، والذين باتت محاولات هروبهم بالفشل، وهذا ماصرح به عبد سابق بقوله: «كان الهروب جزء من حياتي وعندما لا تكون مسرعا فإنك ستفشل .» وقد أجبرت العديد من مزارع الكاكاو في ساحل العاج على العمالة، فقد وجد زورق بالقرب من أفريقيا الغربية ظاهراً يحمل أطفالاً للعبودية.
وفي عام 2006 عرضت دراسة عدة أطفال يعملون في المزارع الصغيرة في ساحل العاج، وغالبا في مزارع العائلة. وقد تم إحصاء أكثر من 11ألف شخص يعملون في مزارع الكاكاو. وأظهر تقرير مولته الولايات المتحدة، إدارة العمالة، ولخصت الآتي: بأن حكومتي كلاً من غانا وساحل العاج قد أخذت عدة خطوات للتحقيق في المشكلة وتنفيذ المشاريع التي لها علاقة بتحديد القضايا في البروتوكول."
و في تقرير عام 2008 ضم ردود كارجيل وهيرشي لمجلة فورتشن، ذكر أنه لم يتم تحقيق سوى القليل من التقدم.وفي يونيو 2009أصدرت منظمة التعاون والتنمية الاقتصادية ورقة موقف على عمل الأطفال بمزارع الكاكاو في غرب أفريقيا وأطلقت موقع على شبكة الانترنت عن مبادرة الكاكاو الإقليمية..
وقام مركز بايسون للتنمية الدولية بجامعة تولين – التي تمولها وزارة العمل الأمريكية-في 2015 بإصدار تقريراً رئيسيا أفاد فيه أن هنالك زيادة في عدد الأطفال العاملين في إنتاج الكاكاو بنسبة 51% أي (1.4مليون) في مصنع الكاكاو في 14-2013 مقارنة ب 9-2008. حيث تجاوز عدد أولئك الذين يعيشون بظروف مشابهة للعبودية بنسبة 10% في نفس الفترة إلى (1.1 مليون). ويقدر التقرير أن أكثر من 1.4 مليون طفل تتراوح أعمارهم ما بين 5-11 سنة كانوا يعملون في مناطق زراعة الكاكاو، يعمل منهم ما يقارب 800.00 في الأعمال الخطرة كالعمل في الزراعة الكيميائية وحمل الأثقال والعمل بالادوات الحادة.

## الفيديوهات ذات الصلة
- سلسلة العبودية للقناة الرابعة لعام 2000.[70]
- الجانب المظلم للشوكولاتة: فيلم وثائقي لعام 2010 يتحدث عن استغلال وتجارة أطفال أفريقيا  كعبيد لحصاد الشوكولاتة.
- العبودية: تحقيق عالمي و التي أنتجها  ترو فيجين لمدينة لندن والذي يكشف العبودية في مزارع الكاكاو في ساحل العاج  على موقع فيميو o[71]